# Tomáš Slovák
Tomáš Slovák (* 5. April 1983 in Košice, Tschechoslowakei) ist ein slowakischer Eishockeyverteidiger, der seit 2012 beim HC Plzeň 1929 aus der Extraliga unter Vertrag steht.

## Karriere
Tomáš Slovák begann seine Karriere als Eishockeyspieler in der Saison 2000/01 beim HC Košice. In seiner ersten Spielzeit im professionellen Eishockey kam der Verteidiger auf 43 Einsätze. Während des NHL Entry Draft 2001 wurde Slovák in der zweiten Runde als insgesamt 42. Spieler von den Nashville Predators ausgewählt. Die folgenden beiden Spielzeiten verbrachte er bei den Kelowna Rockets, die ihn beim CHL Import Draft 2001 als Gesamtvierten gezogen hatten, aus der Western Hockey League. In der Saison 2003/04 stand Slovák bei den Hershey Bears aus der American Hockey League und den Reading Royals aus der ECHL unter Vertrag.
Während des Lockout der National Hockey League in der Saison 2004/05 kehrte Slovák in seine slowakische Heimat zurück, wo er in 33 Spielen für seinen Ex-Klub HC Košice auflief. In der Spielzeit 2005/06 spielte der Verteidiger für den AHL-Klub Lowell Lock Monsters und die San Diego Gulls aus der ECHL. In der Saison 2006/07 folgte für Slovák ein einjähriges Gastspiel in Nordeuropa, als er sechsmal für Mora IK aus der schwedischen Elitserien, sowie in der finnischen SM-liiga für sechs Partien bei SaiPa Lappeenranta und 13 Spielen für Ilves Tampere antrat.
Ab der Saison 2007/08 stand der slowakische Verteidiger bei den Augsburger Panthern aus der DEL unter Vertrag. Der Vertrag mit den Augsburger Panthern wurde am 5. Januar 2009 aufgelöst und Slovák kehrte zu seinem Heimatverein zurück.
Im Sommer 2009 wurde Slovák von Awtomobilist Jekaterinburg aus der Kontinentalen Hockey-Liga verpflichtet, wo er ein Jahr später seinen Vertrag verlängerte. Im Dezember 2010 wurde sein Vertrag aufgelöst und Slovák war zunächst vereinslos, bevor er Anfang Januar 2011 vom  KLH Chomutov aus der tschechischen 1. Liga verpflichtet wurde. Für Chomutov absolvierte er 23 Partien, in denen ihm 16 Scorerpunkte gelangen, erhielt aber nach Saisonende keine Vertragsverlängerung. Im Juli 2011 erhielt er einen Probevertrag beim HK Dinamo Minsk, der einen Monat später bis 2012 verlängert wurde. Nach Vertragsablauf wechselte Slovák zurück nach Tschechien zum HC Plzeň 1929.

## Erfolge und Auszeichnungen
- 2003 WHL West First All-Star-Team
- 2003 President’s-Cup-Gewinn mit den Kelowna Rockets
- 2003 CHL Third All-Star-Team
- 2009 Slowakischer Meister
- 2013 Tschechischer Meister mit dem HC Škoda Plzeň

## Statistik
(Stand: Mitte der Saison 2010/11)